# Lenawee County
Lenawee County is een county in de Amerikaanse staat Michigan.
De county heeft een landoppervlakte van 1.944 km² en telt 98.890 inwoners (volkstelling 2000). De hoofdplaats is Adrian.

## Bevolkingsontwikkeling

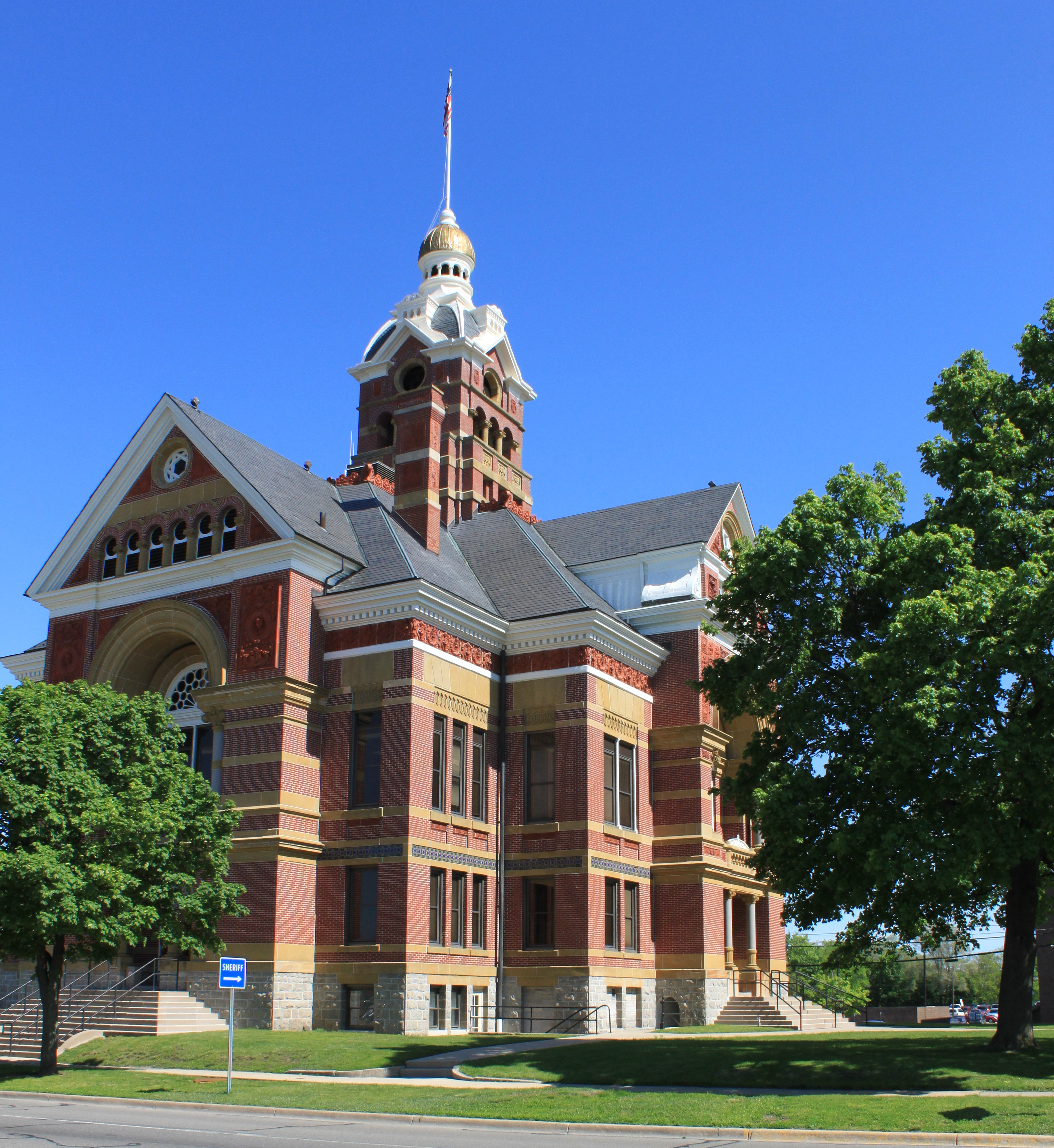
Lenawee County Courthouse